# Pissu Craic (Ort)
Pissu Craic (Pisukaraik, Pissucaraik, Pissukaraik, Pisu Karaik, deutsch „Unter-Pissu“) ist ein osttimoresischer Ort in der Gemeinde Liquiçá.

## Geographie und Einrichtungen
Das Dorf Pissu Craic liegt im Norden der Aldeia Pissu Craic (Suco Lauhata, Verwaltungsamt Bazartete) auf 13 m Höhe, an der Küste der Straße von Ombai. Im Osten reicht der Ort in die Aldeia Raucassa hinein. Pissu Craic beginnt gleich östlich der Gemeindehauptstadt Vila de Liquiçá, am Ostufer des Carbutaeloas, so dass man Pissu Craic auch als einen Vorort von Liquiçá ansehen kann. Die nördliche Küstenstraße von Dili nach Liquiçá durchquert das Ortszentrum Pissu Craics. Die Besiedlung erstreckt sich entlang weiterer Straßen weiter nach Süden, wo auch die Grundschule des Ortes steht. Der Sitz des Sucos Lauhata, im Osten des Dorfes, liegt bereits auf dem Gebiet der Aldeia Raucassa.